# Francisco Javier Uría
Francisco Javier Álvarez Uría (né le 1er février 1950 à Gijón dans les Asturies) est un joueur de football international espagnol, qui évoluait au poste de défenseur.

## Biographie

### Carrière en sélection
Avec l'équipe d'Espagne, il joue 14 matchs (pour aucun but inscrit) entre 1973 et 1980. Il figure notamment dans le groupe des sélectionnés lors de la coupe du monde de 1978. Lors du mondial, il joue deux matchs : contre le Brésil et contre la Suède.
Il dispute également l'Euro de 1980. 

## Palmarès
Real Madrid
- Championnat d'Espagne (2) :
  - Champion : 1974-75 et 1975-76.

- Coupe d'Espagne (1) :
  - Vainqueur : 1974-75.